# Cămârzani, Suceava
Cămârzani este un sat în comuna Vadu Moldovei din județul Suceava, Moldova, România.

## Obiective turistice
- Mănăstirea Cămârzani, ctitorită în cea de-a doua jumătate a secolului al XIX-lea, de către boierul Morțun, pe proprietatea sa.

 Acest articol despre o localitate din județul Suceava este deocamdată un ciot. Puteți ajuta Wikipedia prin completarea lui.